# (17041) Castagna
(17041) Castagna (1999 FB30) – planetoida z grupy pasa głównego asteroid okrążająca Słońce w ciągu 3,43 lat w średniej odległości 2,27 j.a. Odkryta 19 marca 1999 roku.